# 서면초등학교 (강원)
서면초등학교는 대한민국 강원특별자치도 철원군에 있는 공립 초등학교이다.

## 학교 연혁
- 1954년 12월 7일 서면국민학교 설립 인가
- 1954년 12월 15일 서면국민학교 개교
- 1996년 3월 1일 서면초등학교로 개칭
- 1997년 3월 10일 병설유치원 개원
- 2013년 9월 1일 제23대 김양수 교장 취임
- 2014년 2월 14일 제60회 졸업식(누계 2,555명)

## 참고 자료
- 서면초등학교 - 한국교육학술정보원 학교알리미